# José Dominador Bazán
José Dominador Bazán Olmos (Colón, 27 de agosto de 1917-Ciudad de Panamá, 20 de octubre de 1996) fue un empresario y político panameño, que se desempeñó en dos ocasiones como Vicepresidente Segundo de ese país.

## Reseña biográfica
Nació en la ciudad de Colón a finales de agosto de 1917, hijo del cubano Dominador Baldomero Bazán Bosch y de la panameña Elvira Olmos. Estudio en el Colegio San José de La Salle en su provincia y en la Hight School de Cristóbal, Zona del Canal. Se licenció en Administración Pública en la Universidad de Panamá y obtuvo una licenciatura en Administración de la Universidad del Condado de Dade, Florida, Estados Unidos.
Comenzó su vida empresarial trabajando para la empresa comercial familiar, para más adelante convertirse en dirigente deportivo, siendo cofundador y presidente de la Federación Panameña de Fútbol, así como Delegado Olímpico de Fútbol, presidente de la liga provincial de béisbol de Colón y Organizador de la Liga profesional de béisbol.
Miembro del Partido Renovador, en el campo público fue primero Gerente de la Zona Libre de Colón, convirtiéndose en Alcalde de su ciudad natal en 1948, cargó que ejerció por 8 años hasta 1956; antes, más específicamente en 1945 y en el período 1946-1948, se había desempeñado como diputado a la Asamblea Nacional de Panamá. En 1959 fue nombrado Ministro de Gobierno y Justicia, cargo que desempeñó hasta el año siguiente, 1960, cuando fue nombrado como Vicepresidente de Roberto Francisco Chiari, en el período 1960-1964; en 1968 volvió a ser designado Vicepresidente de Arnulfo Arias Madrid, pero su mandato se vio interrumpido por el Golpe de Estado de Omar Torrijos, retirándose de la vida pública. Durante su primer período como Vicepresidente, Bazán fue encargado de la Presidencia del país entre el 10 y el 14 de abril de 1962; durante su breve mandato, reglamentó la tramitación de la libertad para los detenidos, le dio a todas las religiones importantes mayores facilidades migratorias y nacionalizó los servicios de transporte turísticos.
En 1960 fue cofundador del Partido Republicano. Ejerció cargos diplomáticos como representante de Panamá ante varios Congresos sobre Gobierno celebrados en Centroamérica, y como embajador de Panamá en Brasil y Guatemala. Fue condecorado con las distinciones Medalla Manuel Amador Guerrero, Vasco Nuñez de Balboa y al Mérito de la Guardia Nacional.